# Рогатиковые
Рогатиковые (также рогатики, булавастики, булавницы, коралловые грибы; лат. Clavariaceae) — одно из трёх семейств крупных грибов, к которым относят род Рамария. Насчитывает 7 родов и 120 видов. В других классификациях рассматривалось как род в семействе Гименомицетовые (группа базидиомицеты). Одни из булавниц имеют вид булавочных пестов (откуда их русское название), длиною с палец и толщиною до 4 мм, другие растут кустиками, третьи образуют комки и наросты, величиною от кулака до тыквы и похожие на кораллы, головку цветной капусты и т. п. Употребляются в пищу, как и другие грибы.

## Некоторые представители
Чаще встречаются:
- Петуший гребешок (Clavaria cristata Holmsk.) поздним летом и осенью в лиственных лесах; концы веточек у него приплюснуты и утолщены, высотою бывает с палец; цвет чисто белый или с голубоватым оттенком.
- Булавница коралл (Clavaria coralloides L.), также белого цвета, величиною с кисть руки.
- Медвежья лапка (Clavaria flava Schaeff) образует жёлто-красные наросты, величиною от кулака до тыквы; в старости покрыт беловатым налетом; главные ветви несколько ломкие; встречается летом и осенью в лиственных и хвойных лесах.
- Царь-гриб (Sparassis crispa Fr.), образует осенью, преимущественно около старых сосен, большие курчавые наросты, состоящие из множества спутанных курчавых листочков; короткое и мясистое основание гриба распадается на множество приплюснутых разветвлений. В молодости весь гриб бело-желтоватого цвета, позднее становится коричневым, мякоть же всегда остается белою; даже в сыром виде имеет приятный вкус орехов; бывает иногда величиной с кочан капусты.
- Рогатики (коралловые грибы) — высота до 10 см, иногда достигает 30 см. Три-четыре таких гриба наполняют целую корзину. Рогатики малоизвестны как съедобные грибы, но между тем в варенном виде они очень вкусны[1].[неавторитетный источник]

## Экология
Растёт в конце лета и осенью на сухих открытых местах, полянах, опушках, просеках.